# Passerelle Léopold-Sédar-Senghor
De Passerelle Léopold-Sédar-Senghor (Nederlands: Léopold Sédar Senghorvoetgangersbrug) (vroeger Passerelle Solférino of Pont de Solférino geheten) is een voetgangersbrug over de rivier de Seine in de Franse hoofdstad Parijs, gebouwd tussen 1997 en 1999.

## Geschiedenis

### Voorgaande bruggen
De eerste brug, een gietijzeren constructie, werd geopend door Napoleon III in 1861 en deed een eeuw lang dienst als verbinding tussen de Quai Anatole-France en de Quai des Tuileries. Deze brug, gebouwd door de ontwerpers van de Pont des Invalides, Paul-Martin Gallocher de Lagalisserie en Jules Savarin, is genoemd naar de overwinning in juni 1859 in de Slag bij Solferino. Hij was echter erg wankel - vooral veroorzaakt door schade aangebracht door aken - en werd afgebroken en in 1961 vervangen door een stalen voetgangersbrug, die op zijn beurt werd gesloopt in 1992.

### De huidige brug

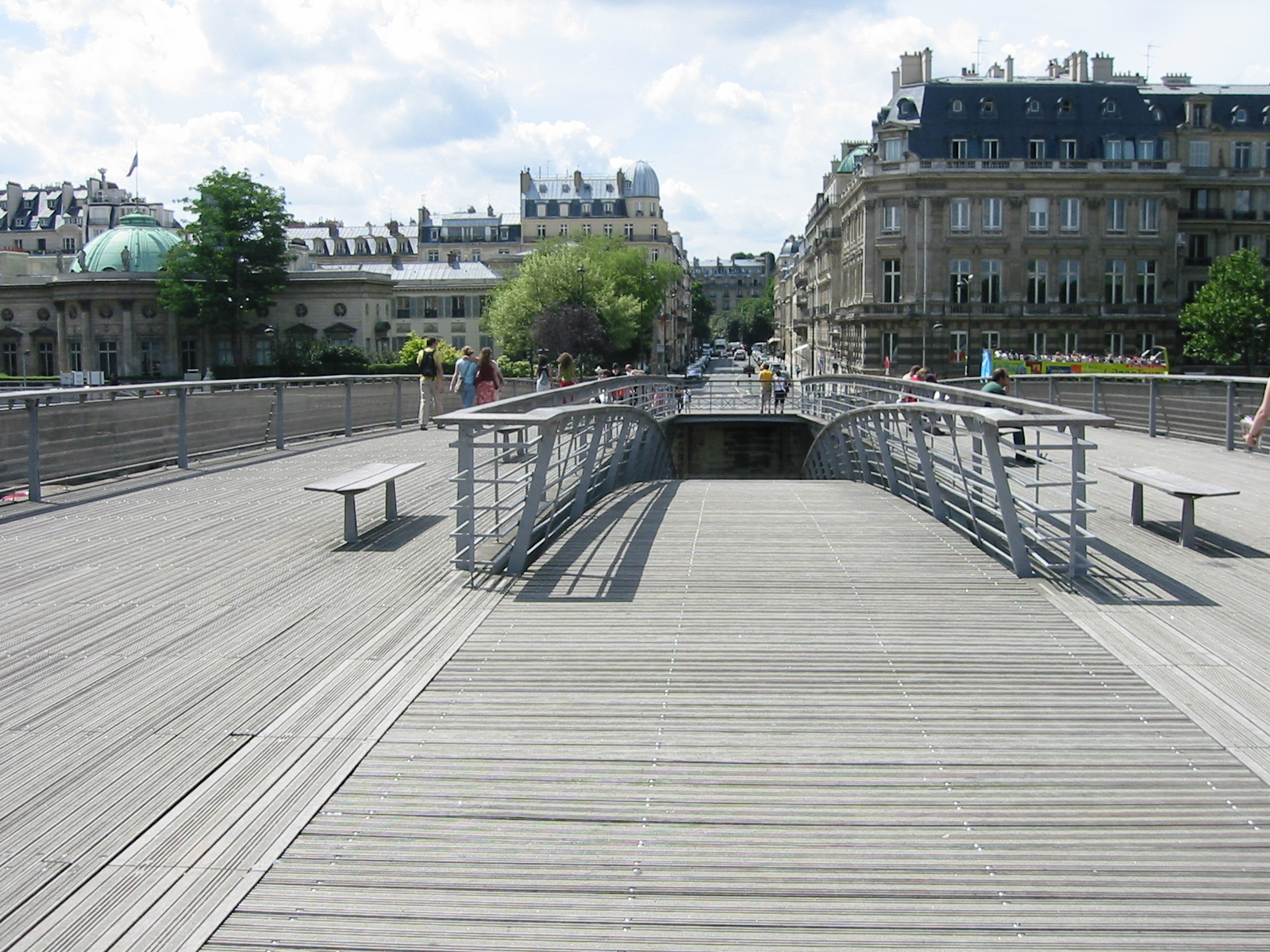
Staande op de brug, kijken naar het zuiden

De nieuwe Passerelle de Solférino tussen het Musée d'Orsay en de Jardin des Tuileries werd gebouwd tussen 1997 en 1999, onder leiding van de architect Marc Mimram. De metalen brug, bestaande uit één enkele boog zonder steunpunt in de rivier, is bedekt met exotisch hout (ipé, een Braziliaanse houtsoort). De brug is duidelijk steviger dan zijn voorgangers: bij elk uiteinde lopen de betonnen funderingen voor de pijlers tot vijf meter onder de grond, en de houtstructuur is een verbinding van 6 elementen, die samen 150 ton wegen en zijn gefabriceerd door het bedrijf Eiffel. De innovatieve architectuur van het ontwerp leverde Marc Mimram de Prix de l'Équerre d'Argent van het jaar 1999 op.
De brug werd op 9 oktober 2006 hernoemd naar de Senegalese schrijver, dichter, filosoof en president Léopold Sédar Senghor, ter ere van zijn honderdste geboortedag.

## Panorama

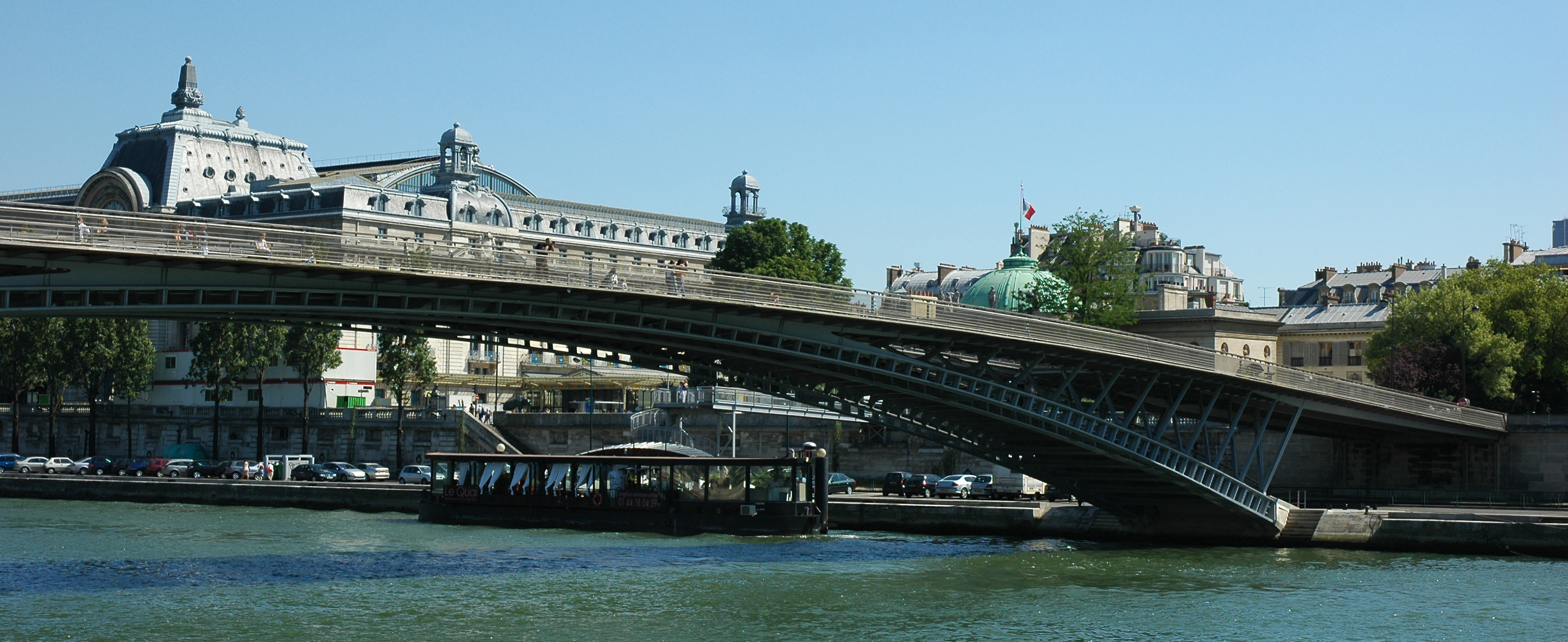
Panorama van de Passerelle Léopold-Sédar-Senghor.

## Locatie
De brug verbindt het 7e arrondissement met het 2e arrondissement, ter hoogte van de Jardin des Tuileries.